# Territoire indien

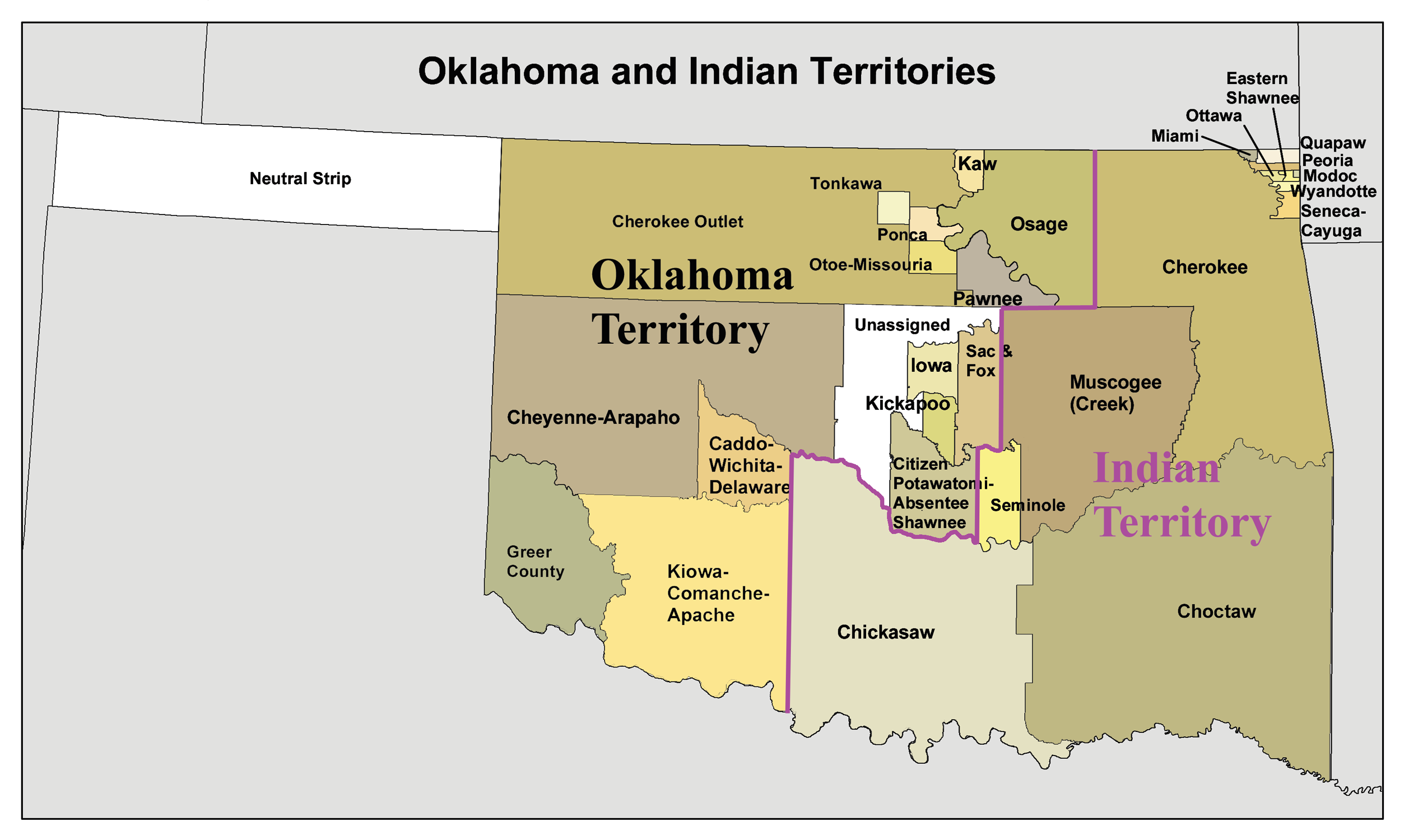
Le Territoire indien et le Territoire de l'Oklahoma vers 1890.

Le Territoire indien, ou les Territoires indiens (en anglais: Indian Territory ou Indian Territories), également connu sous l'appellation de Pays indien, est un ensemble de terres octroyées aux Amérindiens par le gouvernement des États-Unis au XIXe siècle. Ses limites sont définies par l'Indian Intercourse Act (en) de 1834.

## Historique

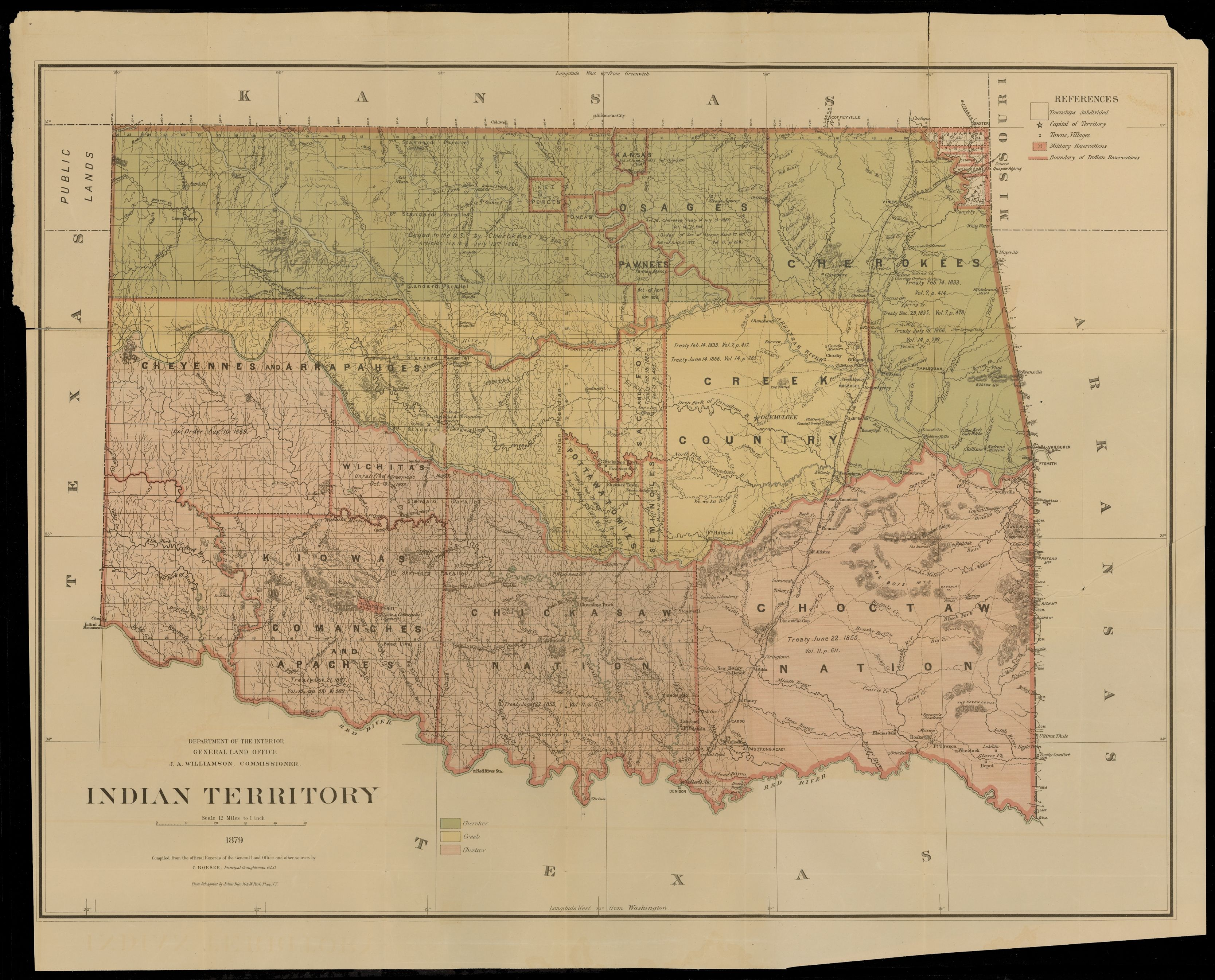
Le Territoire indien, 1879.

Il trouve ses origines dans la Proclamation royale de 1763 qui confine les colonies britanniques d'Amérique du Nord à l'est des Appalaches. Ce territoire fut sans cesse rogné par la colonisation. À la suite du traité de Greenville, les États-Unis étendent leur domination sur les États actuels de l'Indiana, de l'Illinois et du Michigan. Une partie des populations de ces territoires, les Shawnee, les Miamis, et les Kickapous seront déplacées vers le Territoire indien. Les guerres de Tecumseh en 1812 ont également amené à sa création, lorsque les Amérindiens s’étaient alliés aux Britanniques avant de perdre face aux États-Unis, qui ont alors commencé une première vague de déportation des Amérindiens et d’expulsions des Britanniques. Le Territoire indien est institué à la suite de la politique de déportation des indigènes, notamment après l'adoption de l’Indian Removal Act en 1830. Les « cinq tribus civilisées » (dans les termes de l'époque) sont ainsi reléguées de force dans ce qui constitue aujourd'hui l'actuel État d'Oklahoma et beaucoup meurent sur la piste des Larmes. L'organisation du Territoire de l'Oklahoma, le 2 mai 1890, les cantonne à la moitié est du territoire défini en 1834. Les habitants tentent d'y fonder l'État de Sequoyah en 1905, mais se heurtent au refus du Congrès. Le Territoire indien disparaît avec la fondation de l'État de l'Oklahoma le 16 novembre 1907.

## La vie dans le Territoire indien

Le drapeau de l'Oklahoma.

Les Amérindiens s'établissent dans des villes telles que Tulsa, Ardmore, Tahlequah, Muskogee et emmènent avec eux leurs esclaves noirs.
Le territoire indien est surveillé et encadré par une série de forts construits par le gouvernement fédéral. Les terres sont attribuées aux tribus qui les gèrent librement. Les Cherokees relancent leur journal, alors que les Creeks rédigent une constitution originale. Tous fondent des écoles de village et développent l'enseignement secondaire. Ils réorganisent leurs églises dans lesquels les pasteurs prêchent en langue indigène. Certains Indiens réussissent à entreprendre des études dans les universités américaines.